# Pseudosymmachia yunnanensis
Pseudosymmachia yunnanensis är en skalbaggsart som beskrevs av Gu och Zhang 1995. Pseudosymmachia yunnanensis ingår i släktet Pseudosymmachia och familjen Melolonthidae. Inga underarter finns listade i Catalogue of Life.